# Composti dell'azoto

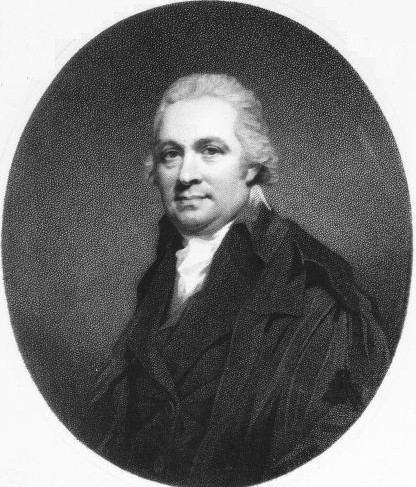
Daniel Rutherford, scopritore di azoto

Tra i più comuni composti dell'azoto si annoverano:
- Nitruri
- Azoturi

## Composti con l'idrogeno
- Ammoniaca, NH3
- Ione ammonio, NH4+
- Ione ammoniuro, NH2-
- Idrazina, NH2NH2
- Diazene, N2H2
- Isodiazene, N2H2
- Triazano, N3H5
- Ciclotriazano, N3H3
- Idrossilammina, NH2OH
- Pentazolo, HN5

## Composti con l'ossigeno
- Monossido di azoto, NO
- Ione nitrosonio, NO+
- Ione nitrossile, NO-
- Diossido di azoto, NO2
- Ione nitronio, NO2+
- Ione nitrito, NO2-
- Ione nitrato, NO3-
- Ione perossinitrito, ONOO-
- Ione ortonitrato, NO43-
- Ossido di diazoto, N2O
- Diossido di diazoto, N2O2
- Ione iponitrito, N2O22-
- Triossido di diazoto, N2O3
- Ione ossoiponitrito, N2O32-
- Tetraossido di diazoto, N2O4
- Pentaossido di diazoto, N2O5
- Nitrosilazoturo, (NO)N3
- Nitroilazoturo, (NO2)N3

## Composti con gli alogeni
- Trifluoruro di azoto, NF3
- Ione tetrafluorammonio, NF4+
- Tetrafluoroidrazina, N2F4
- Diflurodiazene, N2F2
- Fluoroazoturo, FN3
- Ossido di trifluoroammina, NF3O
- Clorodifluoroammina, NF2Cl
- Diclorofluoroammina, NFCl2
- Tricloruro di azoto, NCl3
- Cloroazoturo, ClN3
- Tribromuro di azoto, NBr3
- Bromoazoturo, BrN3
- Triioduro di azoto, NH3NI3, NI3
- Iodoazoturo, IN3
- Alogenoammine, H2NX
- Alogenuri di nitrosile, XNO
- Alogenuri di nitronio, XNO2
- Alogenonitrati, XONO2

## Composti con il boro
- Borazone, BN
- Borazina, B3N3H6
- Amminoborani

## Composti con il carbonio
- Acido cianidrico, HCN
- Ione cianuro, CN-
- Cianogeno, (CN)2
- Ione cianato, OCN-
- Ione tiocianato, SCN-
- Fulminati, CNOM
- Calcio cianammide, CaNCN
- Cianammide, H2NCN

## Composti con il fosforo
- Acido fosforoamidico, H2NP(O)(OH)2
- Acido fosforodiamidico, (H2N)2P(O)OH
- Triamide, (H2N)3PO
- Fosfazeni, (NPR2)n
- Policlorofosfazeni, (NPCl2)n
- Polifluorofosfazeni, (NPF2)n
- Fosfame, (PN2H)n

## Composti con lo zolfo
- Acido solfammico, NH2SO2OH
- Tetranitruro di tetrazolfo, S4N4
- Dinitruro di dizolfo, S2N2
- Ione nitruro di dizolfo, NS2+
- Politiazile, (SN)n
- Cationi ciclotiazenio
- Anioni ciclotiazenio

## Composti organici
- Ammine
- Ammidi
- Lattami
- Nitrili
- Cianidrine
- Nitroderivati
- Immidi
- Ossime
- Idrazoni
- Azidi
- N-nitrosammine
- Sali di diazonio
- Isocianati
- Carbammati
- Carbodiimmidi
- Nitroni
- Eterocicli azotati
- Amminoacidi
- Alcaloidi
- Peptidi